# Epidendrum cryptanthum
Epidendrum cryptanthum är en orkidéart som beskrevs av Louis Otho Otto Williams. Epidendrum cryptanthum ingår i släktet Epidendrum och familjen orkidéer. Inga underarter finns listade i Catalogue of Life.